# Grande Prêmio da Áustria de 2018
O Grande Prêmio da Áustria de 2018 (formalmente denominado Formula 1 Eyetime Großer Preis von Österreich 2018) foi a nona etapa da temporada de 2018 da Fórmula 1. Disputada em 01 de julho de 2018 no Red Bull Ring, Spielberg, Áustria

## Relatório

### Treino Classificatório
Q1
Hamilton começou sendo o mais rápido na primeira série de tentativas no Q1, apenas 0s053 à frente de Vettel, com Bottas e Raikkonen mais atrás. Mas a Ferrari usou no início de treino os pneus supermacios, enquanto a Mercedes utilizou os ultramacios, os mais aderentes do fim de semana. Em seguida, Bottas melhorou para 1m04s175, mostrando que, com o passar das voltas, os ultramacios funcionaram melhor. Da mesma forma, Hamilton melhorou para 1m04s080. Quem também melhorou foi Raikkonen, ainda com supermacios, ficando a 0s154 do primeiro lugar.
Os dois carros da RBR demoraram mais a entrar na pista, mas a equipe conseguiu consertar o carro de Max Verstappen depois dos problemas no terceiro treino livre. No Q1, o holandês chegou ao quarto lugar, enquanto Daniel Ricciardo ficou só em oitavo.
Quem surpreendeu no Q1 foi Romain Grosjean, que, a dois minutos do fim, conseguiu a quarta posição, a apenas 0s162 de Hamilton. Depois de flertar com a eliminação no Q1, Fernando Alonso reagiu nos minutos finais e subiu para 11º, enquanto Stoffel Vandoorne foi eliminado, em 16º.
Eliminados: Stoffel Vandoorne (McLaren), Sergio Pérez (Force India), Sergey Sirotkin (Williams), Brendon Hartley (Toro Rosso) e Marcus Ericsson (Sauber).
Q2
O começo do Q2 viu uma inversão das estratégias iniciais de pneus de Ferrari e Mercedes. Com os supermacios, Hamilton estabeleceu o novo recorde extraoficial da pista ao marcar 1m03s577, ficando 0s179 atrás. Com os ultramacios, Vettel fez a terceira marca na primeira série de tentativas, com 1m03s767.
No estouro do cronômetro, ainda usando ultramacios, Vettel melhorou o tempo e estabeleceu 1m03s544, 0s033 à frente de Hamilton. Bottas, Raikkonen e Verstappen, este com supermacios, completaram o grupo dos cinco mais rápidos. Aliás, os pilotos da RBR e Mercedes foram os únicos a avançarem ao Q3 tendo feito a melhor volta com os supermacios, e, por isso, largarão com estes compostos no domingo.
Entre os eliminados, mais uma decepção para Fernando Alonso, que ainda danificou sua asa dianteira numa zebra no fim da última tentativa, terminando em 14º. Uma posição acima ficou Charles Leclerc, que, no entanto, teve o câmbio trocado após o terceiro treino livre, e, com isso, perderá cinco posições no grid de largada.
Eliminados: Esteban Ocon (Force India), Pierre Gasly (Toro Rosso), Charles Leclerc (Sauber), Fernando Alonso (McLaren) e Lance Stroll (Williams).
Q3
Bottas foi o mais rápido na primeira rodada de tentativas, quebrando de novo o recorde extraoficial da pista, com 1m03s264. Hamilton errou na curva 1 e acabou 0s533 atrás, e quem também não fez um bom tempo na primeira volta foi Vettel, que fez apenas 1m04s260. O único que se aproximou inicialmente de Bottas foi Raikkonen, com 1m03s729.
Bottas melhorou ainda mais na segunda tentativa no Q3 e voltou a fazer a melhor marca da história de Spielberg, com 1m03s130. Hamilton também fez seu melhor tempo, mas ainda ficou 0s019 atrás do companheiro de equipe.
Vettel também subiu, para terceiro, mas poderia ter ficado mais próximo se tivesse acertado o primeiro setor. Raikkonen não melhorou, e Verstappen completou o top 5, à frente do surpreendente Grosjean.

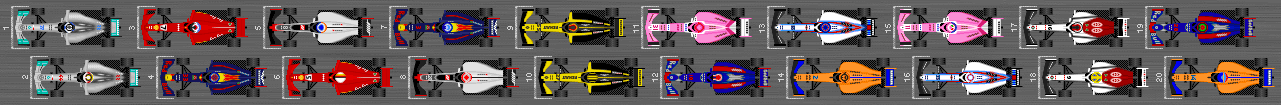
Grid de Largada

### Corrida
Mas o protagonista da largada foi Kimi Räikkönen, que se colocou entre as duas Mercedes e conseguiu passar Valtteri Bottas. Hamiton deu o bote e subiu para a liderança nas primeiras curvas. Mas o finlandês bobeou, errou na sequência da volta e caiu para o terceiro lugar. Bottas recuperou o segundo lugar, e o 'Homem de Gelo' também foi superado por Max Verstappen, caindo para quarto. Quem partiu mal também foi Vettel, que caiu de sexto para oitavo ao ser superado por Daniel Ricciardo e Kevin Magnussen. Stoffel Vandoorne ficava para trás depois de ter a asa dianteira, mais uma vez, danificada.
Desde então, a corrida passou a ter a cara de Hamilton, que já conseguia se desgarrar dos ponteiros e partia para uma vitória soberana. Vettel não podia fazer mais do que escalar o pelotão para tentar ao menos um lugar no pódio. E Räikkönen, pouco depois, queixava-se de detritos de carros espalhados na curva 3.
A McLaren decepcionava novamente e tinha seus dois carros nas duas últimas posições, com Alonso em 19º e Vandoorne fechando o grid. O bicampeão já mostrava estar impaciente e pedia uma estratégia diferente à McLaren para sair da última posição e tentar algo a mais. Outro piloto que é sinônimo de azar na F1, Nico Hülkenberg, deixava a corrida por conta de problemas no motor na volta 13.
Na volta dos pits, a Red Bull voltou melhor que a Ferrari, e o aniversariante do dia, Daniel Ricciardo, fazia a ultrapassagem sobre Räikkönen para tomar a terceira posição.
O momento chave da corrida foi no fim da volta 25. A Mercedes chamou Hamilton para fazer seu pit-stop. Quando voltou, já com os pneus macios, Lewis estava em quarto lugar, atrás de Verstappen, Ricciardo e Räikkönen e à frente de Vettel. Hamilton não escondeu a irritação com o erro cometido pelos estrategistas da Mercedes e tratava de acelerar para ainda tentar lutar pela vitória.
Enquanto Ricciardo começava a sofrer com a falta de performance dos pneus traseiros via a diferença para Räikkönen diminuir sensivelmente, Hamilton buscava se aproximar do finlandês, mas, ao mesmo tempo, avisava à equipe: "Sinto que estou ficando sem potência". Sinal de alerta ligado na Mercedes. Verstappen vinha com uma vantagem sólida e tinha 5s8 de vantagem para o segundo colocado. Já a McLaren seguia em último com Vandoorne e antepenúltimo com Alonso.
Os pneus macios traseiros apresentavam grande desgaste não apenas com Ricciardo, mas também com Carlos Sainz, que teve de regressar aos boxes para fazer outro pit-stop. Daniel não tinha mais o que fazer e virava presa fácil a Kimi, que subia para a segunda posição na volta 38. O aniversariante do dia não teve outra alternativa a não ser fazer mais um pit-stop. E, na sequência, Vettel deu o bote, chegou a colocar a roda na grama e passou Hamilton para tomar o terceiro lugar.
Hamilton já se mostrava impotente quanto a um bom resultado. "Não acho que posso passar esses carros". A Mercedes respondeu e procurou passar uma mensagem otimista. "Confiamos em você, acreditamos que você tem chance para recuperar a liderança". No entanto, os pneus traseiros do carro #44 também começavam a apresentar bolhas.
De fato, a corrida não estava totalmente perdida para Hamilton, que voltava a se aproximar de Vettel e tinha ao menos chance de lutar por um lugar no pódio. Ainda assim, o britânico apontava para o desgaste dos pneus traseiros, que estavam delaminando. E lá atrás, Alonso resistia e conseguia avançar algumas posições, subindo para 13º.
Hamilton não conseguiu evitar o segundo pit-stop e regressou aos boxes na volta 54. O tetracampeão voltou em quinto, logo atrás de Ricciardo. Mas Lewis ganhou a posição do australiano pouco depois. Como um 'presente de grego', o aniversariante do dia encostou na grama por conta de problemas no motor e abandonou a corrida. Em seguida, outro carro taurino deixava a prova: a Toro Rosso de Brendon Hartley. Já a Haas subia para quinto e sexto com Romain Grosjean e Kevin Magnussen, respectivamente, despontando para um grande resultado na Áustria.
Com pneus mais rápidos e em melhor estado, Hamilton voava na pista e fazia seguidas melhores voltas para tentar ao menos se aproximar de Vettel, ainda que o alemão estivesse 21s à frente do rival. Räikkönen, por sua vez, tentava forçar o ritmo para se aproximar de Verstappen, que ainda tinha uma dianteira relativamente confortável, de 4s com dez voltas para o fim da corrida. Mais atrás, Sergio Pérez passou Esteban Ocon, em ordem da Force India, que neste fim de semana festeja o GP 200 da sua história.

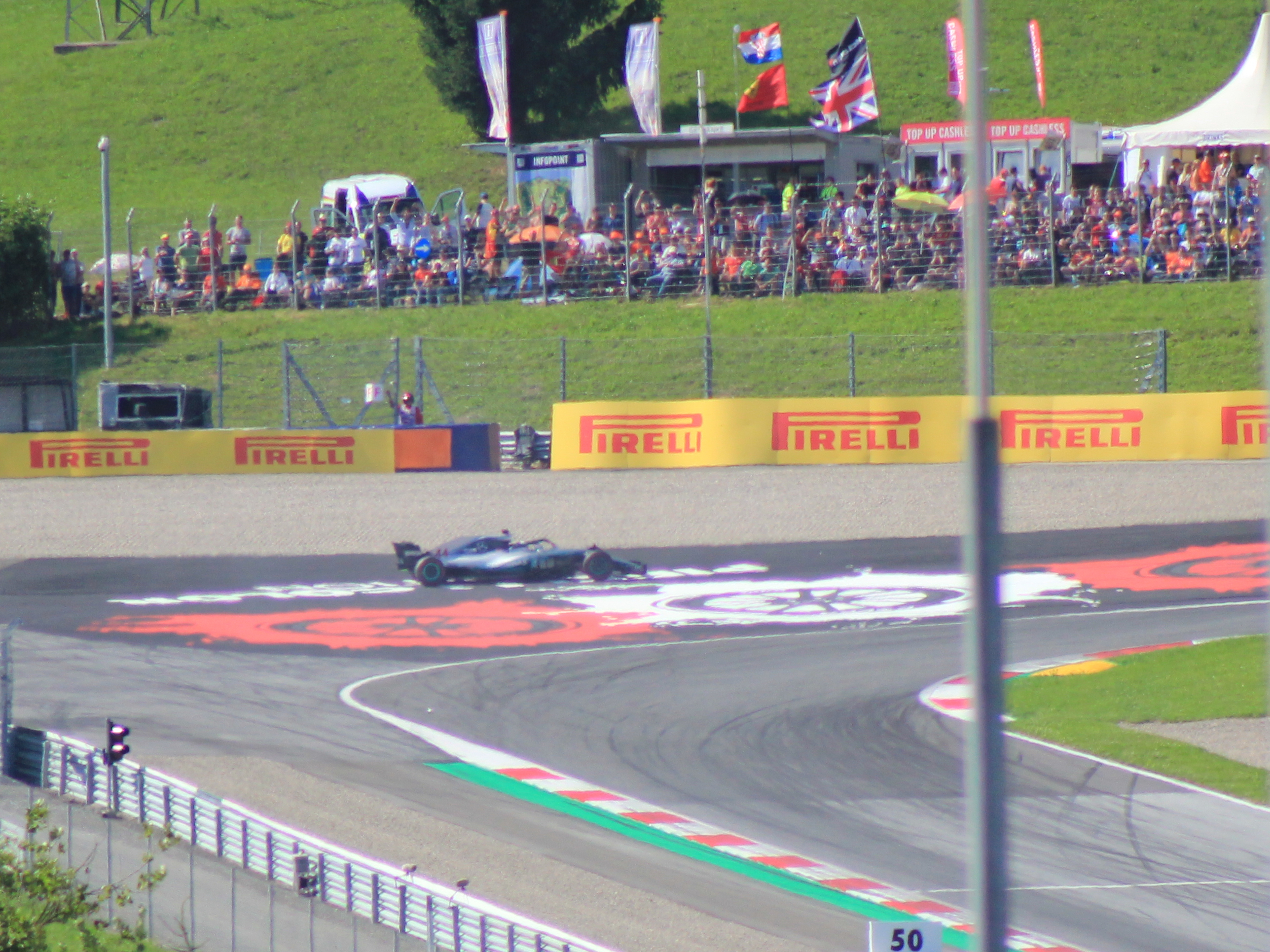
Hamilton escapa da pista com problemas no carro da Mercedes.

A arrancada de Hamilton, na corrida e no campeonato, se encerrou pouco depois. Pela primeira vez desde o GP da Malásia de 2016, o britânico abandonava uma prova por conta de problemas no carro da Mercedes. Pior que o abandono era a perda da liderança do campeonato, que voltava para as mãos de Vettel, que partia para a terceira posição, só atrás de Räikkönen e Verstappen. E Alonso surpreendia e aparecia em oitavo lugar, numa grande prova de recuperação, enquanto Marcus Ericsson vinha em décimo.

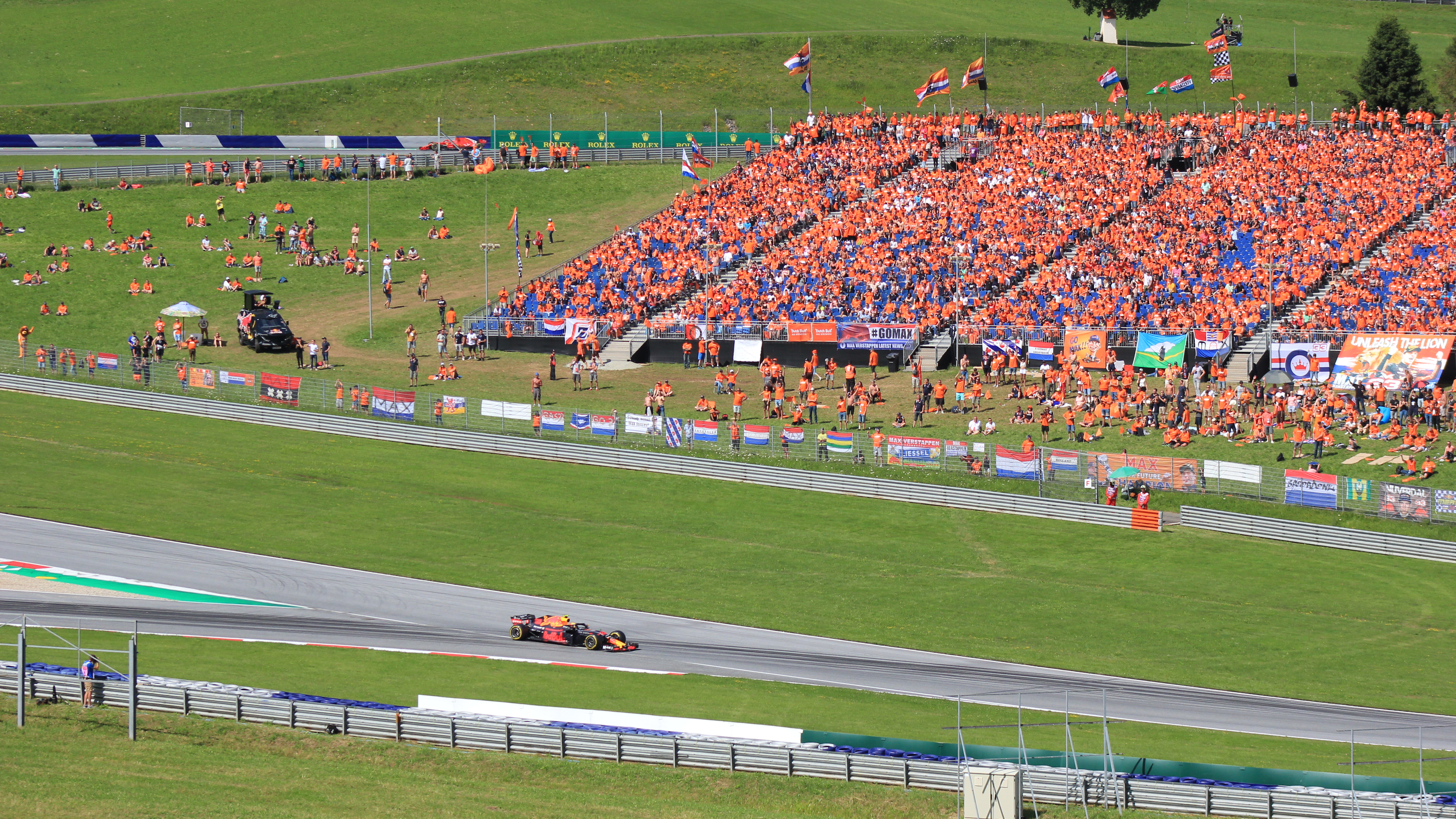
Milhares de fãs holandeses do Max Verstappen comemorar a vitória do piloto

Nas voltas finais, Räikkönen apertou o ritmo para tentar buscar a vitória, mas Verstappen conseguiu segurar o ímpeto do finandês com uma pilotagem bastante sólida para comemorar uma grande conquista diante de milhares de fãs holandeses na casa da Red Bull. Festa taurina, festa holandesa, festa da Ferrari e também da Haas, que faturou seu melhor resultado na F1 com o quarto lugar de Romain Grosjean e o quinto de Kevin Magnussen.

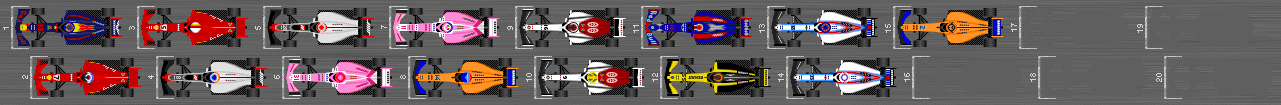
Resultado da corrida

## Pneus
| Nome do composto | Cor | Banda de rolamento | Condições de Tempo | Dry Type  | Aderência      | Longevidade   |
| ---------------- | --- | ------------------ | ------------------ | --------- | -------------- | ------------- |
| Ultra Macio      |     | Slick (P Zero)     | Seco               | Ultrasoft | Mais aderência | Menos durável |
| Super Macio      |     | Slick (P Zero)     | Seco               | Supersoft | Mais aderência | Menos durável |
| Macio            |     | Slick (P Zero)     | Seco               | Soft      | Médio          | Médio         |

| Escolhas de Pneus de cada piloto para o GP da Áustria: | Escolhas de Pneus de cada piloto para o GP da Áustria: | Escolhas de Pneus de cada piloto para o GP da Áustria: | Escolhas de Pneus de cada piloto para o GP da Áustria: | Escolhas de Pneus de cada piloto para o GP da Áustria: | Escolhas de Pneus de cada piloto para o GP da Áustria: |
| ------------------------------------------------------ | ------------------------------------------------------ | ------------------------------------------------------ | ------------------------------------------------------ | ------------------------------------------------------ | ------------------------------------------------------ |
| Nº                                                     | Pilotos                                                | Equipe(s)                                              | Macio                                                  | Super Macio                                            | Ultra Macio                                            |
| 44                                                     | Lewis Hamilton                                         | Mercedes                                               | 2                                                      | 3                                                      | 8                                                      |
| 77                                                     | Valtteri Bottas                                        | Mercedes                                               | 1                                                      | 4                                                      | 8                                                      |
| 5                                                      | Sebastian Vettel                                       | Ferrari                                                | 2                                                      | 2                                                      | 9                                                      |
| 7                                                      | Kimi Räikkönen                                         | Ferrari                                                | 1                                                      | 3                                                      | 9                                                      |
| 3                                                      | Daniel Ricciardo                                       | Red Bull-TAG Heuer                                     | 2                                                      | 3                                                      | 8                                                      |
| 33                                                     | Max Verstappen                                         | Red Bull-TAG Heuer                                     | 2                                                      | 3                                                      | 8                                                      |
| 11                                                     | Sergio Pérez                                           | Force India-Mercedes                                   | 2                                                      | 2                                                      | 9                                                      |
| 31                                                     | Esteban Ocon                                           | Force India-Mercedes                                   | 2                                                      | 2                                                      | 9                                                      |
| 18                                                     | Lance Stroll                                           | Williams-Mercedes                                      | 2                                                      | 1                                                      | 10                                                     |
| 35                                                     | Sergey Sirotkin                                        | Williams-Mercedes                                      | 1                                                      | 2                                                      | 10                                                     |
| 55                                                     | Carlos Sainz Jr.                                       | Renault                                                | 2                                                      | 1                                                      | 10                                                     |
| 27                                                     | Nico Hülkenberg                                        | Renault                                                | 1                                                      | 2                                                      | 10                                                     |
| 10                                                     | Pierre Gasly                                           | Toro Rosso-Honda                                       | 1                                                      | 4                                                      | 8                                                      |
| 28                                                     | Brendon Hartley                                        | Toro Rosso-Honda                                       | 1                                                      | 4                                                      | 8                                                      |
| 8                                                      | Romain Grosjean                                        | Haas-Ferrari                                           | 1                                                      | 5                                                      | 7                                                      |
| 20                                                     | Kevin Magnussen                                        | Haas-Ferrari                                           | 2                                                      | 4                                                      | 7                                                      |
| 14                                                     | Fernando Alonso                                        | McLaren-Renault                                        | 3                                                      | 2                                                      | 8                                                      |
| 2                                                      | Stoffel Vandoorne                                      | McLaren-Renault                                        | 3                                                      | 2                                                      | 8                                                      |
| 9                                                      | Marcus Ericsson                                        | Sauber-Ferrari                                         | 2                                                      | 2                                                      | 9                                                      |
| 16                                                     | Charles Leclerc                                        | Sauber-Ferrari                                         | 3                                                      | 1                                                      | 9                                                      |

## Resultados

### Treino Classificatório
| Pos.                    | Nº | Piloto            | Construtor                | Q1       | Q2       | Q3       | Grid |
| ----------------------- | -- | ----------------- | ------------------------- | -------- | -------- | -------- | ---- |
| 1                       | 77 | Valtteri Bottas   | Mercedes                  | 1:04.175 | 1:03.756 | 1:03.130 | 1    |
| 2                       | 44 | Lewis Hamilton    | Mercedes                  | 1:04.080 | 1:03.577 | 1:03.149 | 2    |
| 3                       | 5  | Sebastian Vettel  | Ferrari                   | 1:04.347 | 1:03.544 | 1:03.464 | 6 2  |
| 4                       | 7  | Kimi Räikkönen    | Ferrari                   | 1:04.234 | 1:03.975 | 1:03.660 | 3    |
| 5                       | 33 | Max Verstappen    | Red Bull Racing-TAG Heuer | 1:04.273 | 1:04.001 | 1:03.840 | 4    |
| 6                       | 8  | Romain Grosjean   | Haas-Ferrari              | 1:04.242 | 1:04.059 | 1:03.892 | 5    |
| 7                       | 3  | Daniel Ricciardo  | Red Bull Racing-TAG Heuer | 1:04.723 | 1:04.403 | 1:03.996 | 7    |
| 8                       | 20 | Kevin Magnussen   | Haas-Ferrari              | 1:04.460 | 1:04.291 | 1:04.051 | 8    |
| 9                       | 55 | Carlos Sainz Jr.  | Renault                   | 1:04.948 | 1:04.561 | 1:04.725 | 9    |
| 10                      | 27 | Nico Hülkenberg   | Renault                   | 1:04.864 | 1:04.676 | 1:05.019 | 10   |
| 11                      | 31 | Esteban Ocon      | Force India-Mercedes      | 1:05.148 | 1:04.845 | —        | 11   |
| 12                      | 10 | Pierre Gasly      | Toro Rosso-Honda          | 1:05.011 | 1:04.874 | —        | 12   |
| 13                      | 16 | Charles Leclerc   | Sauber-Ferrari            | 1:04.967 | 1:04.979 | —        | 17 1 |
| 14                      | 14 | Fernando Alonso   | McLaren-Renault           | 1:04.965 | 1:05.058 | —        | PL 3 |
| 15                      | 18 | Lance Stroll      | Williams-Mercedes         | 1:05.264 | 1:05.286 | —        | 13   |
| 16                      | 2  | Stoffel Vandoorne | McLaren-Renault           | 1:05.271 | —        | —        | 14   |
| 17                      | 11 | Sergio Pérez      | Force India-Mercedes      | 1:05.279 | —        | —        | 15   |
| 18                      | 35 | Sergey Sirotkin   | Williams-Mercedes         | 1:05.322 | —        | —        | 16   |
| 19                      | 28 | Brendon Hartley   | Toro Rosso-Honda          | 1:05.366 | —        | —        | 19 4 |
| 20                      | 9  | Marcus Ericsson   | Sauber-Ferrari            | 1:05.479 | —        | —        | 18   |
| Tempo dos 107%:1:08.565 |    |                   |                           |          |          |          |      |
| Fonte:                  |    |                   |                           |          |          |          |      |

Notas
- ↑1  – Charles Leclerc (Sauber) foi punido com 5 posições no grid por não respeitar a sinalização.
- ↑2  – Sebastian Vettel (Ferrari) foi punido com 3 posições no grid por atrapalhar Carlos Sainz Jr. (Renault) no Q2 do treino classificatório.
- ↑3  – Fernando Alonso (McLaren) teve que largar no pit lane por mudar uma nova especificação de montagem de asa dianteira e um novo MGU-K.
- ↑4  – Brendon Hartley (Toro Rosso) foi punido com 35 posições no grid por exceder sua cota de componentes da unidade de potência.

### Corrida
| Pos.   | Nu. | Piloto            | Construtor                | Voltas | Tempo/Retirado         | Grid | Pontos |
| ------ | --- | ----------------- | ------------------------- | ------ | ---------------------- | ---- | ------ |
| 1      | 33  | Max Verstappen    | Red Bull Racing-TAG Heuer | 71     | 1:21:56.024            | 4    | 25     |
| 2      | 7   | Kimi Räikkönen    | Ferrari                   | 71     | +1.504s                | 3    | 18     |
| 3      | 5   | Sebastian Vettel  | Ferrari                   | 71     | +3.181s                | 6    | 15     |
| 4      | 8   | Romain Grosjean   | Haas-Ferrari              | 70     | +1 Volta               | 5    | 12     |
| 5      | 20  | Kevin Magnussen   | Haas-Ferrari              | 70     | +1 Volta               | 8    | 10     |
| 6      | 31  | Esteban Ocon      | Force India-Mercedes      | 70     | +1 Volta               | 11   | 8      |
| 7      | 11  | Sergio Pérez      | Force India-Mercedes      | 70     | +1 Volta               | 17   | 6      |
| 8      | 14  | Fernando Alonso   | McLaren-Renault           | 70     | +1 Volta               | PL   | 4      |
| 9      | 16  | Charles Leclerc   | Sauber-Ferrari            | 70     | +1 Volta               | 18   | 2      |
| 10     | 9   | Marcus Ericsson   | Sauber-Ferrari            | 70     | +1 Volta               | 20   | 1      |
| 11     | 10  | Pierre Gasly      | Toro Rosso-Honda          | 70     | +1 Volta               | 12   |        |
| 12     | 55  | Carlos Sainz Jr.  | Renault                   | 70     | +1 Volta               | 9    |        |
| 13     | 35  | Sergey Sirotkin   | Williams-Mercedes         | 69     | +2 Voltas              | 17   |        |
| 14     | 18  | Lance Stroll      | Williams-Mercedes         | 69     | +2 Voltas 5            | 13   |        |
| 15 6   | 2   | Stoffel Vandoorne | McLaren-Renault           | 65     | Retirado               | 15   |        |
| Ret    | 44  | Lewis Hamilton    | Mercedes                  | 62     | Pressão de Combustível | 2    |        |
| Ret    | 28  | Brendon Hartley   | Toro Rosso-Honda          | 54     | Problema Mecânico      | 19   |        |
| Ret    | 3   | Daniel Ricciardo  | Red Bull Racing-TAG Heuer | 53     | Transmissão            | 7    |        |
| Ret    | 77  | Valtteri Bottas   | Mercedes                  | 13     | Hidráulico             | 1    |        |
| Ret    | 27  | Nico Hülkenberg   | Renault                   | 11     | Motor                  | 10   |        |
| Fonte: |     |                   |                           |        |                        |      |        |

Notas
- ↑5  – Lance Stroll (Williams) foi punido com foi penalizado com 10 segundos a mais no seu tempo final de corrida por ter ignorado a bandeira azul.
- ↑6  – Stoffel Vandoorne (McLaren) não finalizou a prova, mas, obtiveram a classificação pois completaram mais de 90% do tempo total da corrida.

## Curiosidade

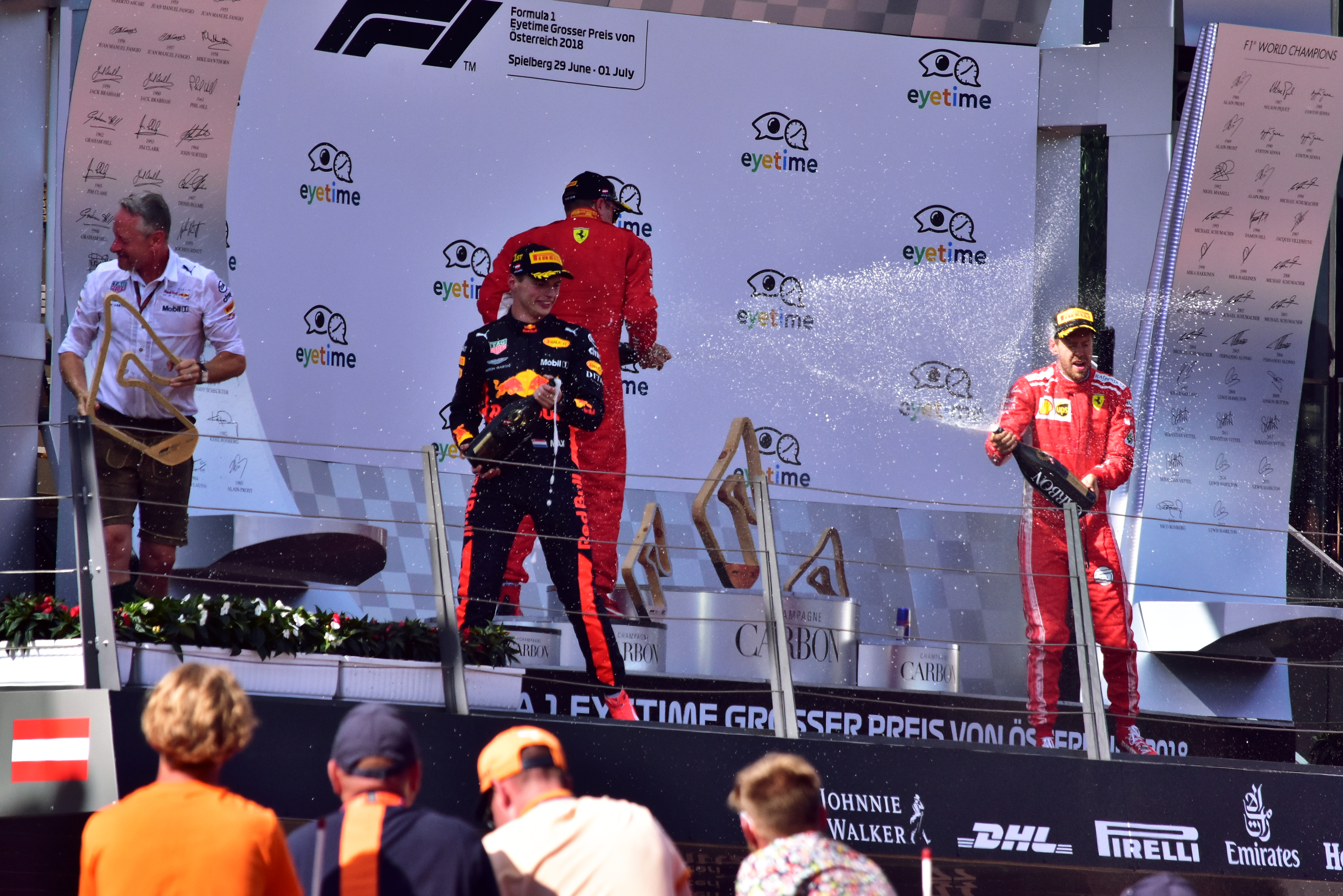
Pódio do Grande Prêmio da Áustria 2018

- Pela primeira vez, a equipe austríaca, Red Bull Racing conquista sua vitória em casa no circuito Red Bull Ring.
- Desde o Grande Prêmio da Espanha de 2016, a Mercedes não pontuava com os dois carros.
- Foi o primeiro abandono de Lewis Hamilton desde o Grande Prêmio da Malásia de 2016, quando o motor alemão estourou.

## Voltas na Liderança
- Commons

| Nº de Voltas | Piloto         | Voltas |
| ------------ | -------------- | ------ |
| 25           | Lewis Hamilton | 1-25   |
| 46           | Max Verstappen | 26-71  |

## 2018DHLFastest Pit Stop Award

### Resultado
| 1      | 3  | Daniel Ricciardo | Red Bull Racing-TAG Heuer  | 2.18 | 25 |
| 2      | 16 | Charles Leclerc  | Sauber-Ferrari             | 2.30 | 18 |
| 3      | 33 | Max Verstappen   | Red Bull Racing-TAG Heuer  | 2.32 | 15 |
| 4      | 44 | Lewis Hamilton   | Mercedes                   | 2.44 | 12 |
| 5      | 9  | Marcus Ericsson  | Sauber-Ferrari             | 2.45 | 10 |
| 6      | 7  | Kimi Räikkönen   | Ferrari                    | 2.64 | 8  |
| 7      | 10 | Pierre Gasly     | Scuderia Toro Rosso- Honda | 2.86 | 6  |
| 8      | 14 | Fernando Alonso  | McLaren-Renault            | 2.92 | 4  |
| 9      | 20 | Kevin Magnussen  | Haas-Ferrari               | 2.96 | 2  |
| 10     | 8  | Romain Grosjean  | Haas-Ferrari               | 3.19 | 1  |
| Fonte: |    |                  |                            |      |    |

### Classificação
| Tabela do DHL Fastest Pit Stop Award \| Pos \| Construtor \| Pontos \| Var \| \| --- \| -------------------- \| ------ \| ------- \| \| 1 \| Red Bull-TAG Heuer \| 242 \| Estável \| \| 2 \| Sauber-Ferrari \| 138 \| 2 \| \| 3 \| Ferrari \| 138 \| 1 \| \| 4 \| Mercedes \| 134 \| 1 \| \| 5 \| Williams-Mercedes \| 94 \| Estável \| \| 6 \| Toro Rosso-Honda \| 47 \| 1 \| \| 7 \| Force India-Mercedes \| 42 \| 1 \| \| 8 \| McLaren-Renault \| 41 \| Estável \| \| 9 \| Haas-Ferrari \| 18 \| Estável \| \| 10 \| Renault \| 15 \| Estável \| |                      |        |         |
| Pos | Construtor           | Pontos | Var     |
| 1 | Red Bull-TAG Heuer   | 242    | Estável |
| 2 | Sauber-Ferrari       | 138    | 2       |
| 3 | Ferrari              | 138    | 1       |
| 4 | Mercedes             | 134    | 1       |
| 5 | Williams-Mercedes    | 94     | Estável |
| 6 | Toro Rosso-Honda     | 47     | 1       |
| 7 | Force India-Mercedes | 42     | 1       |
| 8 | McLaren-Renault      | 41     | Estável |
| 9 | Haas-Ferrari         | 18     | Estável |
| 10 | Renault              | 15     | Estável |

## Tabela do campeonato após a corrida
Somente as cinco primeiras posições estão incluídas nas tabelas.
| Pos | Piloto           | Pontos | Var |
| --- | ---------------- | ------ | --- |
| 1   | Sebastian Vettel | 146    | 1   |
| 2   | Lewis Hamilton   | 145    | 1   |
| 3   | Kimi Räikkönen   | 101    | 2   |
| 4   | Daniel Ricciardo | 96     | 1   |
| 5   | Max Verstappen   | 93     | 2   |

| Pos | Construtor         | Pontos | Var     |
| --- | ------------------ | ------ | ------- |
| 1   | Ferrari            | 247    | 1       |
| 2   | Mercedes           | 237    | 1       |
| 3   | Red Bull-TAG Heuer | 189    | Estável |
| 4   | Renault            | 62     | Estável |
| 5   | Haas-Ferrari       | 49     | 2       |